# Cristoforo Casolani
Cristoforo Casolani (auch Cristofano genannt, * um 1582 wahrscheinlich in Rom; † um 1629 Rom) war ein italienischer Maler.

## Leben
Casolani war der Sohn des Alessandro Casolani und seiner Frau Aurelia Rustici (Tochter des Malers Lorenzo Rustici [1512–1572]) und wahrscheinlich 1582 in Rom geboren. Sein Bruder war der sechs Jahre jüngere Maler Ilario Casolani, mit dem er und seine Werke oft verwechselt wurden. Teilweise wurden sie in der älteren Literatur auch als eine Person angesehen. Seine erste Ausbildung erhielt er von dem Lehrmeister und Freund seines Vaters, Cristoforo Roncalli (auch Pomarancio genannt, 1552–1626). Erstmals schriftlich erwähnt wird er 1601/02 mit dreizehn weiteren Personen als Gehilfe des Pomarancio, als er an der Cappella clementina im Petersdom arbeitete. Von 1602 bis 1605 unterstützte er den Pomarancio bei den Arbeiten zu Fresken in der Kirche San Silvestro in Capite. Sein Hauptwerk entstand von September 1602 bis August 1609 in der Kirche Santa Maria ai Monti, wo er die Apsis, die Kuppel und das Kirchenschiff mit Fresken gestaltete. Weitere Werke entstanden in Rom in der Kirche Sant’Andrea della Valle (Arbeiten in der Cappella Rucellai), Santa Maria in Via (Cappella della SS. Trinità: Giovanni Battista, Francesco, Giovanni Evangelista e la Maddalena) und in Santo Stefano del Cacco (Martirio di Santo Stefano, Fresko).